# 奪い愛、高校教師
『奪い愛、高校教師』（うばいあい、こうこうきょうし）は、ABEMA×テレビ朝日 共同制作ドラマとして2021年12月28日から12月31日の4日間に亘り、0時15分 - 0時36分（一部地域を除く）に、4日連続で放送されたテレビドラマ 。脚本は鈴木おさむ、主演は観月ありさ。
公式サイトでは『奪い愛、冬』（2017年）や『奪い愛、夏』（2019年）『殴り愛、炎』（2021年）に続くドロキュン劇場シリーズの作品とされている。

## キャスト
星野露子（ほしの つゆこ）
演 - 観月ありさ
プロのバイオリニストを目指していたバツイチの看護師であり、灯の母親。
冬野三太（ふゆの さんた）
演 - 大谷亮平
蘭桜女学院高等学校の音楽教師。華子と婚約中であり、灯の担任。
星野灯（ほしの あかり）
演 - 岡田奈々
蘭桜女学院高等学校に転校してきた高校2年生。露子の娘であり、三太の生徒。
十仲華子（となか はなこ）
演 - 松本まりか
蘭桜女学院高等学校の英語教師。三太と婚約中。
晴山五月（はるやま さつき）
演 - 松川星
蘭桜女学院高等学校の生徒で、灯のクラスメイト。
十仲武（となか たけし）
演 - 渡辺裕之
華子の父。ショッピングモールを経営する大会社の社長。
鏡真一（かがみ しんいち）
演 - 板橋駿谷
華子の元婚約者。政治家の子息。
森山蘭（もりやま らん）
演 - 水野美紀
三太に似た夫を亡くした女性。『奪い愛、冬』の登場人物。

## スタッフ
- 脚本 - 鈴木おさむ
- 演出 - 小松隆志
- 音楽 - 沢田完
- OPテーマ - lol -エルオーエル-「ONE LAST SONG」
- EDテーマ - 観月ありさ「TOO SHY SHY BOY! (TK SONG MAFIA MIX)」
- ナレーション - 針谷桂樹
- 医療監修 - 中澤暁雄
- ゼネラルプロデューサー - 横地郁英（テレビ朝日）
- プロデューサー - 谷口達彦（ABEMA）、川島誠史（テレビ朝日）、山本喜彦（MMJ）、神通勉（MMJ）
- 編成プロデューサー - 岩崎佑生（ABEMA）、川島彩乃（ABEMA）
- 制作協力 - MMJ
- 制作著作 - ABEMA、テレビ朝日

## 放送日程
| 各話   | 放送日   | サブタイトル                                      |
| ------ | -------- | ------------------------------------------------- |
| 第1夜  | 12月28日 | 私と愛を奏でて!動き出した悪夢の四重奏             |
| 第2夜  | 12月29日 | 縁切り神社の藁人形!邪魔者は誰?                    |
| 第3夜  | 12月30日 | この学校には色魔がいます!戦慄のウェディングドレス |
| 最終夜 | 12月31日 | 愛のデッドヒート!奇跡のメリー・クリスマス         |